# Silvia Giordano (politica)
Silvia Giordano (Salerno, 13 aprile 1986) è una politica italiana.

## Biografia
Alle elezioni politiche del 2013 viene eletta deputata della XVII legislatura della Repubblica Italiana nella circoscrizione XX Campania 2 per il Movimento 5 Stelle.